# Dasburg
Dasburg (Doosbuerg, Doosbreg et Doosber en Luxembourgeois) est une municipalité allemande située dans le Land de Rhénanie-Palatinat et l'arrondissement d'Eifel-Bitburg-Prüm.

## Géographie
La municipalité est délimitée à l’ouest par la frontière luxembourgeoise qui la sépare des communes de Clervaux et Parc Hosingen situées dans le canton de Clervaux. Cette frontière correspond ici au cours de l’Our, un affluent de la Sûre. Le village de Dasburg se trouve le long de l’Our.

Situation de la municipalité dans ses canton et arrondissement

## Curiosités

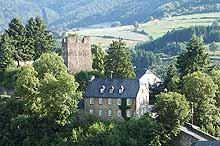
Les ruines du château

- Les ruines du château